# Триумф Шарпа
Триумф Шарпа — второй исторический роман Бернарда Корнуэлла из серии о Ричарде Шарпе, впервые опубликованный в 1998 году. Шарп — сержант британской армии, который привлекает внимание генерала Артура Уэлсли в Ахмеднагаре.

## Краткое содержание
Сержант Ричард Шарп с небольшим отрядом прибывает в изолированный форт Ост-Индской компании, перевозя на склад оружия в Серингапатаме 80 тыс. патронов, ранее украденных у британской армии. Пока Шарп и его люди отдыхают, в форт прибывает рота сипаев из Ост-Индской компании под командованием лейтенанта Уильяма Додда. Додд внезапно приказывает своим людям открыть огонь по солдатам гарнизона, спровоцировав тем самым резню. Шарп ранен и симулирует смерть, что позволяет ему выжить, поскольку Додд полон решимости не оставлять в живых ни одного свидетеля.
Вернувшись в Серингапатам, Шарп говорит своему командиру, майору Стоуксу, что винит в этой бойне себя. Приезжает друг Шарпа, полковник Маккандлесс, с которым Шарп познакомился пару лет назад во время осады Серингапатама (во время действия романа Тигр Шарпа) и расспрашивает его о Додде. Додд покинул Ост-Индскую компанию, взяв с собой сипаев, и Маккандлессу было поручено привлечь его к ответственности, чтобы другим было неповадно так поступать. Маккандлесс приказывает Шарпу сопровождать его в поисках Додда, так как он может его опознать. Додд присоединяется к полковнику Энтони Полману, командующему армией Даулат Рао Шинде, в городе Ахмеднагар, и тот вознаграждает его, произведя в майоры и дав под командование собственный батальон. После майсурской кампании британцы продвигаются дальше на север Индии, где господствует государство маратхов. Шинде один из правителей маратхов, который решает противостоять британскому наступлению. Шинде приказывает Польманну выделить полк для защиты Ахмеднагара, и Полман приказывает Додду нанести урон британцам, но, что ещё важней, вывести и сохранить полк в целости и сохранности.
Тем временем сержант Обадайя Хэйксвилл догадывается, что Шарп убил Типу Султана четыре года назад в Серингапатаме и обобрал его труп. Хэйксвилл ложно обвиняет его в нападении на его бывшего командира роты, капитана Морриса. Получив ордер на арест Шарпа, Хэйксвилл вербует шесть головорезов, которые соглашаются помочь ему убить Шарпа после ареста, чтобы они могли украсть сокровища Типу.
Шарп и Маккандлесс отправляются к британским войскам в сопровождении Сьюда Севаджи, маратха, лидера группы наемников-кавалеристов, работающих на Ост-Индскую компанию. Они догоняют армию, которая теперь находится под командованием генерал-майора Артура Уэлсли, бывшего командира полка Шарпа и будущего герцога Веллингтона, который продвигается на территорию маратхов. Шарп получает благодарность Уэлсли после того, как успешно пускает кровь его любимому коню. Маккандлесс объясняет цель их миссии. По прибытии в Ахмеднагар Уэлсли сразу же начинает рискованную эскаладу без обычного многодневного артиллерийского обстрела, в попытке застать противника врасплох и быстро захватить плохо укреплённый город. К изумлению Додда, который был весьма невысокого мнения о Уэлсли как о генерале, ему это удаётся. Несмотря на это, Додду и его отряду удаётся избежать разгрома и отступить к армии Полмана, к разочарованию Маккандлесса. В хаосе битвы Шарп спасает Симону Жубер, франко-маврикийскую жену французского офицера из полка Додда. Под предлогом возвращения мадам Жубер её мужу Маккандлесс решает разведать расположение армии маратхов. Шарп проводит ночь в Ахмеднагаре с Симоной.
На следующий день они догоняют армию маратхов. Симону возвращают её мужу. Полман верно догадывается, что настоящей целью Маккандлесса является шпионаж. Зная, что его армия значительно превосходит британскую, Полман позволяет Маккандлессу видеть всё, что тот хочет. В то же время Полман пытается завербовать Шарпа, предлагая сделать его лейтенантом. Он рассказывает Шарпу о том, как европейцы низкого происхождения добивались в Индии успеха, в том числе о своем личном росте от сержанта Ост-Индской компании до командующего армией Шинде. В тот вечер Шарп раздумывает о переходе на сторону Полмана, но, прежде чем он может принять решение, у него с Маккандлессом крадут коней, а Маккандлесса ранят. Шарп задерживает одного из воров, который оказывается человеком Додда. И Шарп, и Полман подозревают, что кражу хорошего коня заказал Додд, но Полман казнит вора без допроса. Тем временем Хэйксвилл предъявляет ордер на арест Шарпа Уэлсли, который сообщает ему, что Шарп находится на вражеской территории и не вернётся в течение некоторого времени. Тем временем он назначает Хэйксвилла в багажный обоз, приводя в ярость нетерпеливого сержанта.
Армия маратхов движется дальше, оставляя Маккандлесса позади, по его собственной просьбе. Шарп решает присмотреть за раненым полковником, и использует это в качестве повода, чтобы отказаться от предложения Полмана. Тем не менее он начинает задумываться о том, чтобы стать офицером. Узнав о предложении Полмана, Маккандлесс предупреждает Шарпа об опасности такого решения. В то время почти все офицеры в британской армии происходили из богатых семей и платили за свои должности. Те немногие, кто поднялся из самых низов, были презираемы и имели мало шансов на продвижение по службе. Пока Маккандлесс выздоравливает, Сьюд Севаджи находит их и доставляет Уэлсли отчет Маккандлесса.
Когда Маккандлесс достаточно выздоравливает, они с Шарпом воссоединятся с британской армией, которая продвигается к Боркардану. Используя драгоценности Типу, Шарп покупает одну из лошадей Уэлсли для Маккандлесса, хотя он притворяется перед Уэлсли, что покупателем является Маккандлесс. Он рассказывает удивлённому Маккандлесс об обстоятельствах смерти Типу. На следующий день Хэйксвилл пытается арестовать Шарпа, но Маккандлесс смазывает чернила на ордере так, что на нём написано «Шорп», а не «Шарп» (в оригинале «Sharp» вместо «Sharpe» — Маккандлесс смазывает последнюю букву), и отказывается позволить арестовать Шарпа. Позже Шарп уверяет Маккандлесса, что Хэйксвилл подставил его.
После того, как их войска бесцельно бродили в течение нескольких недель, лидеры маратхов встречаются и, наконец, решают вступить с англичанами в бой возле Асаи. Полман получает общее командование армиями маратхов. У англичан есть два войска, одно под командованием Уэлсли, а другое под командованием полковника Стивенсона. Полман планирует разгромить их по отдельности, прежде чем они смогут объединить усилия. Уэлсли обнаруживает, что вражеская армия ближе, чем он думал, и узнаёт, что она сильно превосходит его по численности, но тем не менее полон решимости атаковать.
Полман устраивает ловушку. Он развёртывает свою армию на единственном, как ему сообщили, проходимом броде реки Кайтна, но Уэлсли приходит к выводу, что должен быть ещё один, между двумя деревнями на противоположных берегах реки. Используя второй брод, Уэлсли пересекает реку, пытаясь начать фланговую атаку, но Полман перестраивается так, чтобы встретиться с ним лицом к лицу. Помощник Уэлсли убит во время переправы, и Шарпу, как единственному находящемуся поблизости солдату, приказано занять его место. В это время находящийся в багажном обозе Маккандлесс вновь конфликтует с Хэйксвиллом по поводу ордера на арест. Он наконец понимает, что нападение на Морриса произошло уже после того, как они с Шарпом покинули Серингапатам. Он предупреждает Хэйксвилла, что он знает о его лжи и сообщит об этом своему командиру. На левом фланге британцев 78-й хайлэндский пехотный полк и сипаи продвигаются сквозь сильный артиллерийский огонь и разбивают бо́льшую часть пехоты маратхов. Справа, однако, 74-й полк и некоторые аванпосты продвигаются слишком далеко в сторону деревни Асаи и вынуждены построиться в каре против атак лёгкой кавалерии маратхов. Затем полк Додда атакует два зажатых отряда.
Между тем, пока 78-й и сипаи продолжают громить пехоту маратхов, несколько артиллеристов-маратхов успевают отбить свои орудия и открывают огонь по солдатам Уэлсли с тыла, поэтому Уэлсли приказывает кавалерии атаковать их. Во время боя он оказывается без лошади и один среди врагов. Шарп спасает его, в одиночку убивая множество противников. Прибывает подкрепление, и потрясенный Уэлсли уезжает. После разгрома армии маратхов на правом фланге Додд вынужден отступить, сначала в сторону Асаи, а затем через реку Джуах. Хэйксвилл застаёт Маккандлесса одного и убивает его, чтобы обезопасить себя.
Когда силы маратхов бегут в полном беспорядке, Шарп сталкивается с Полманом, но не задерживает его. Он также находит Симону Жубер, мужа которой при отступлении убил Додд, и Шарп берет её под свою защиту. В конце концов он догоняет штаб Уэлсли и поражается, когда Уэлсли награждает его, производя в энсины (младшее офицерское звание) 74-го полка. После этого Хэйксвилл снова пытается арестовать Шарпа, но его новый командир указывает, что ордер на арест сержанта Шарпа бесполезен против энсина Шарпа. Шарп заставляет Хэйксвилла, который первоначально отказывается признать новый статус Шарпа, обращаться к нему как «сэр».

## Персонажи «Триумфа Шарпа»
- Ричард Шарп — сержант, затем энсин британской армии, главный герой
- Генерал-майор Артур Уэлсли — командующий британскими и индийскими союзными войсками в южной части центральной Индии
- Лейтенант Колин Кэмпбелл — руководитель штурма стен Ахмеднагара
- Сержант Обадайя Хэйксвилл — враг Шарпа в британской армии
- Симона Жубер — жена французского офицера
- Полковник Гектор Маккандлесс — шотландский разведчик британской Ост-Индской компании
- Полковник Энтони Полман — дезертировавший ганноверский сержант, ставший командующим Шинде
- Майор Уильям Додд — бывший лейтенант британской Ост-Индской компании, предатель, в настоящее время служащий у Шинде, командует особой ротой сипаев, известной как «Кобры Додда».
- Даулат Рао Шинде — индийский раджа Гвалиора, штата в составе конфедерации маратхов
- Рагджи Бхонсле — раджа Берара, союзник Шинде
- Капитан Моррис — командир роты 33-го полка

## Издание на русском языке
- Бернард Корнуэлл. Триумф стрелка Шарпа. — Москва: Эксмо, 2007. — (Приключения Ричарда Шарпа). — ISBN 978-5-699-23292-5.